# Koi no omoni

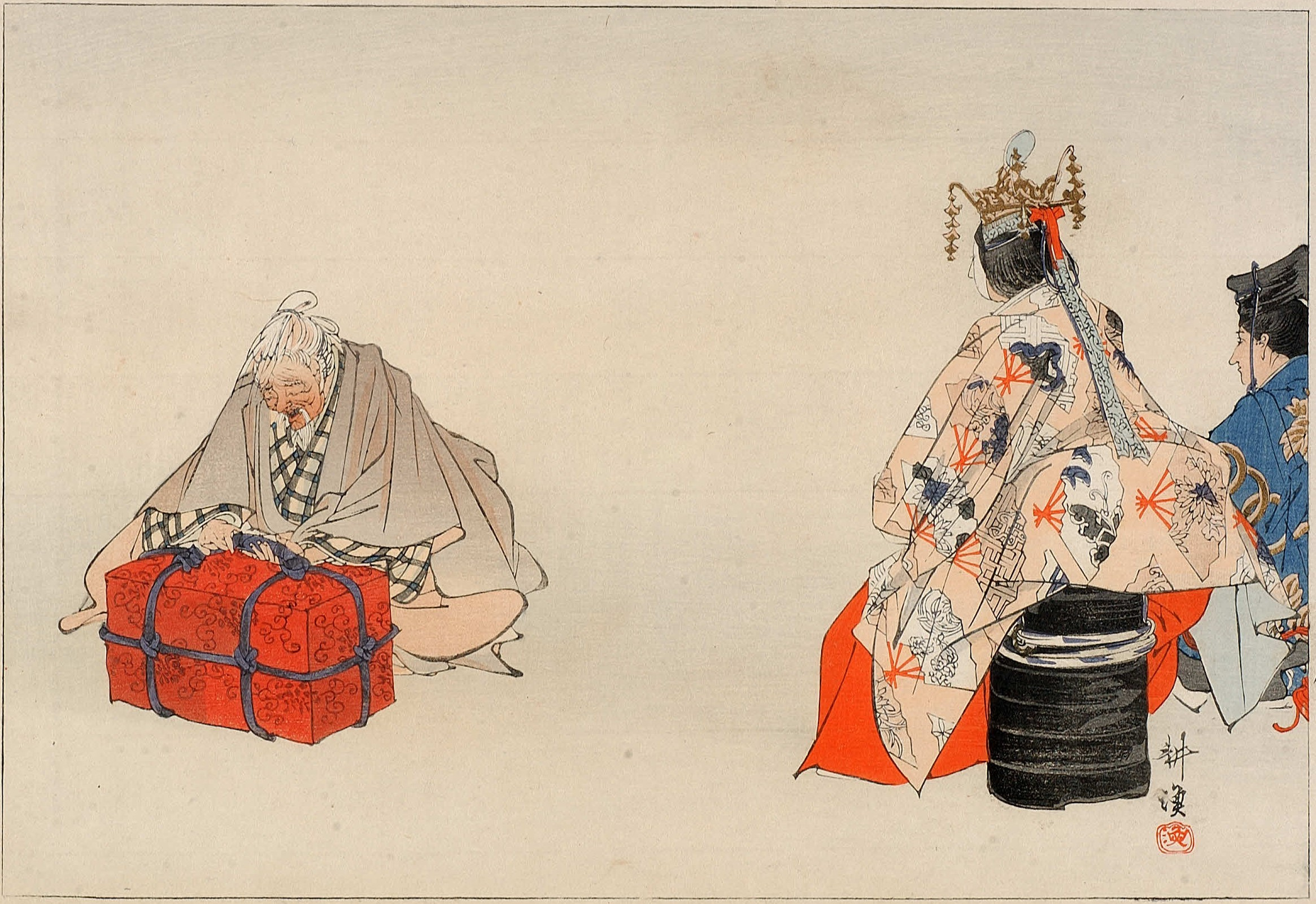
Szene aus dem Drama

Koi no omoni (japanisch 戀重荷), Die Last der Liebe, ist der Titel eines Nō-Dramas von Zeami. Das Stück ist im Rahmen der Nō-Kategorie ein Viertspiel.

## Vorbemerkung
Das Stück spielt in der Zeit des Kaisers Shirakawa (1053–1129) im Frühherbst im Palastgarten.
Es treten folgende Personen auf:
- Waki: Ein Beamter
- Tsure: Nogyo (女御), eine Hofdame[A 2]
- Ai: Diener
- Shite I: Gärtner
- Shite II: Geist des Gärtners

## Handlung
1. Akt
  1. Vorspiel. Ein schweres Paket wird hereingebracht. Nyogo nimmt Platz. Mit Namensnennungsflöte tritt der Hofbeamte auf. Er erklärt, ihm sei zu Ohren gekommen, dass der Gärtner, der Chrysanthemenwart (菊守, Kikumori), in eine Hofdame verliebt ist, was ihm standesgemäß nicht zukommt. Er befiehlt dem Diener, den Gärtner zu rufen.
  2. Vom Diener gerufen erscheint der Gärtner. Der Hofbeamte berichtet ihm, die Dame habe gesagt, wenn es ihm gelänge, den Ballen aufzuheben und ihn hundert- oder tausendmal um den Garten trage, würde sie sich ihm zeigen. Chor.
  3. Der Gärtner versucht den Ballen aufzuheben, ist verzweifelt über die schwere Last und stirbt an unerfüllbarer Liebe. – Zwischenspiel.
2. Akt
  1. Beamter: „Wie schrecklich ist die Liebe, sie kennt keine Trennung zwischen Hoch und Niedrig. Der Gärtner vermochte die Last nicht zu tragen, in Klagen und Groll verhauchte er sein Leben.“ (Er wendet sich der Dame zu, die auf der Hinterbühne zu. Er berichtet ihr, was vorgefallen ist, und holt sie nach vorne.) Die Hofdame spricht, sie bereue, wie lieblos sie gewesen war. (Sie will sich erheben, kann es aber nicht.)
  2. Mit zornentstellter Miene erscheint der Geist des Abgeschiedenen. Wechselrede Geist und Chor. (Allmählich legt sich der Zorn des Dämons. Wie von einer schweren Last befreit erhebt sich die Dame.) Schlusschor.